# Leptobrotula breviventralis
Leptobrotula breviventralis is een straalvinnige vissensoort uit de familie van naaldvissen (Ophidiidae). De wetenschappelijke naam van de soort is voor het eerst geldig gepubliceerd in 1986 door Nielsen.